# آژدا پکان
عایشه آژدا پکان (به ترکی استانبولی: Ayşe Ajda Pekkan؛ زادهٔ ۱۲ فوریهٔ ۱۹۴۶ در استانبول) خواننده و هنرپیشه اهل ترکیه است.

## زندگی‌نامه
پدرش رضوان پکان یک نظامی و مادرش نوین دوبروجا یک زن خانه‌دار بود. آژدا پکان در خانواده‌ای بسیار اجتماعی و مدرن بزرگ شد.

## موقعیت هنری
آژدا پکان در سال ۱۹۶۳ در مسابقه انتخاب آرتیست مجله «سَس=صدا» شرکت کرد و موفق به کسب مقام اول این مسابقه شد و پس از آن به پیشنهاد بازی در یک فیلم جواب مثبت داد و به این ترتیب به اولین فعالیت جدی هنری خود پرداخت.
آژدا پکان در کارنامه هنری خود فیلم‌های بسیاری دارد که از مهم‌ترین آنها می‌توان به فیلم «آبیدیک گوبیدیک» و «ساعت جدایی» اشاره کرد.
در فیلم «آبیدیک گوبیدیک» آژدا پکان با بزرگانی چون «اوزتورک سرنگیل» و «آیسل تانژو» و در فیلم «ساعت جدایی» با هنرپیشه معروف سینمای ترکیه جونیت آرکین که در ایران بنام فخرالدین شناخته می‌شود همبازی بود.
اواخر دهه ۶۰ و اوایل دهه ۷۰ سالهای ورود آژدا پکان به دنیای موسیقی و خوانندگی بود. در این سال‌ها ساخت ترانه‌های ترکی روی آهنگ‌های غربی و به اصطلاح ترکیه‌ای‌ها ترانه‌های «آرانژه» بسیار رایج بود. آژدا پکان نیز از خوانندگان این ترانه‌ها بود. اشعار اکثر این ترانه‌ها توسط «فیکرت شنس» سروده می‌شد و طرفداران بسیاری داشت. یکی از ترانه‌هایی که می‌توان آن را در زمره معروفترین این نوع ترانه‌ها به‌شمار آورد ترانه «بیا به زندگی من» (به فرانسوی:Viens dans ma vie) است که آژدا پکان در سالهای پیش از انقلاب در تلویزیون ملی ایران این ترانه را اجرا کرد و مورد توجه ایرانی‌ها قرار گرفت. اصل این ترانه فرانسوی می‌باشد که بعدها توسط مرجان خواننده خوش صدای ایرانی با نام فارسی «کویر دل» به زیبایی اجرا شد. بسیاری از این ترانه‌های به اصطلاح «آرانژمان» از ترانه‌های خواننده معروف الجزایری الاصل فرانسوی انریکو ماسیاس بود و آژدا پکان در آن سال‌ها کنسرت‌های مشترک بسیاری با انریکه ماسیاس اجرا کرده.
یکی از ترانه‌هایی که آژدا پکان به زبان فرانسوی اجرا کرده بود مورد توجه کارگردانی فرانسوی قرار گرفت و در فیلمی در سال ۱۹۷۷ از این ترانه آژدا پکان استفاده شد.
در سال ۱۹۷۳ با اجرای کنسرت‌های متعدد در کشورهای اروپایی شهرت آژدا پکان به خارج از مرزهای ترکیه رسید و در ترکیه لقب «سوپر استار» به وی داده شد.
آژدا سال‌ها در فرانسه زندگی کرد و مجدداً به ترکیه بازگشت.
شرکت فیلیپس که در آن زمان اسپانسری بسیاری از سوپر استارهای کشورهای مختلف را بر عهده داشت، آژدا پکان را نیز زیر پر و بال خود گرفت و این باعث جهش بیش از پیش آژدا پکان در دنیای موسیقی شد.
همان‌طور که اشاره شد اواخر دهه ۶۰ و اوایل دهه ۷۰ میلادی موسیقی پاپ ترکیه بیشتر شامل ترانه‌هایی بود که روی آهنگ‌های معروف غربی و مخصوصاً فرانسوی سروده می‌شد که آژدا پکان نیز از این قاعده مستثنا نبود و به جرأت می‌توان گفت بیش از ۵۰ درصد ترانه‌های اجرا شده توسط آ‍ژدا پکان از این دست ترانه‌هاست. حتی یکی از محبوبترین ترانه‌های اجرا شده توسط آژدا پکان به نام ((dile kolay)) روی آهنگ اگه یه روز بری سفر فرامرز اصلانی اجرا شده. گفته می‌شود این ترانه در سفر آژدا پکان به تهران برای اجرای برنامه (در سالهای قبل از انقلاب) توسط خود فرامرز اصلانی به خانم آژدا پکان داده شده. این ترانه بعدها توسط خود آژدا پکان و سایر خوانندگان ترکیه از جمله دنیز سکی(Deniz Seki) بارخوانی شد.
آژدا پکان در سال ۱۹۷۷ در فستیوال «یاماها موزیک» توکیو با اجرای ترانه‌ای جزو برترین‌های این فستیوال شناخته شد و پس از آن آلبوم‌هایی (به شکل صفحه گرامافون) در کشورهای مختلف اروپایی از جمله آلمان و فرانسه به زبان همان کشورها به بازار موسیقی عرضه کرد.
در فستیوال معتبر یوروویژن سال ۱۹۸۰ با ترانه «پترول=نفت» نماینده کشور ترکیه شد. بنا به دلایلی از جمله درون مایه هجو سیاسی این ترانه به ذائقه اروپایی‌ها خوش نیامد و نتیجه خوبی برای آژدا پکان و کشورش نداشت. از این رو آژدا پکان برای مدتی از دنیای موسیقی کناره‌گیری کرد و برای استراحت به آمریکا رفت. بعد از این دوره سکوت و شاید با دلزدگی از غرب و ترانه‌های غربی آلبومی با تم ترکی و با آهنگسازی آهنگسازان ترکیه‌ای به بازار ارائه کرد که طرفداران همیشگی آژدا پکان از این آلبوم استقبال خوبی نکردند و همین امر باعث شد تا آژدا پکان در آلبومهای بعدی به همان روال قبلی (اجرای شعر ترکی روی تم‌های غربی) برگردد.
آژدا پکان با وجود سن بالا زیبایی خود را حفظ کرده (البته با عمل‌های جراحی متعدد بسیار پر هزینه و مرتب) و هنوز طرفداران پیر و جوان بسیار دارد و سوپر استار ترکیه نامیده می‌شود.
خواهر آژدا پکان بنام «سمیرامیس پکان» نیز خواننده بازیگر شناخته شده ایست که صدایش بسیار شبیه به آژدا می‌باشد.

## حرفه
آژدا پکان در سال ۱۹۶۲ از نخستین خوانندگانی بود که آهنگ‌های ترکی در سبک پاپ را اجرا کرد. وی با عناوین «سوپراستار» و «دیوا» در رسانه‌های ترکیه شناخته شده است. پکان با ترانه‌هایش در موسیقی پاپ ترکیه تأثیر زیادی گذاشت و سعی کرد چهره‌ای قوی از زن بسازد. وی با به روز کردن آثارش و تأثیرگذاری از عناصر غربی، توانست در دوره‌های مختلف به یکی از نمادهای مدرن و ماندگار ترکیه تبدیل شود. سبک موسیقی او بیش از ۵۰ سال محبوبیت خود را حفظ کرده و الهام بخش بسیاری از جانشینان اوست. او بیش از ۲۰ آلبوم منتشر کرده و یکی از موفق‌ترین هنرمندان موزیک ترکیه است. وی در ۴۷ فیلم بازی کرده است. در سال ۱۹۶۸ آلبوم İki Yabancı وی در فهرست بالاترین‌های فروش قرار گرفت.
موفقیت‌های ادامه‌دار او منجر به دعوت‌های بین‌المللی در فستیوال‌هایی مانند فستیوال موزیک آپولونیا در ۱۹۶۸–۱۹۶۹ در آتن یونان و فستیوال ترانه‌های مدیترانه‌ای در سال ۱۹۶۹ در بارسلونای اسپانیا شد. موفقیت آهنگ‌های وی کنسرت‌های به زبان ترکی با Enrico Macias در سالن Paris Olympia در سال ۱۹۷۶ را در پی داشت. در شناسایی لقبش آلبومی به نام سوپر استار را در سال ۱۹۷۷ بیرون داد.
در همان سال در فستیوال موزیک یاماها در توکیو پایتخت ژاپن حضوری موفقیت‌آمیز داشت. افزون بر آهنگ‌های آلمانی و فرانسوی وی که در اوایل سال‌های ۱۹۷۰ میلادی در اروپا منتشر شد، او Pour Lui را که در فرانسه بسیار موفق بود منتشر کرد. در اوج موفقیت او دومین آلبومش، سوپر استار ۲ را در ۱۹۷۹ منتشر کرد.

## پیوندها به بیرون
- وبگاه رسمی
- ترانه‌شناسی آژدا پکان در دیسکاگز
- آژدا پکان در بانک اطلاعات اینترنتی فیلم‌ها (IMDb)